# Коромысло (механизм)

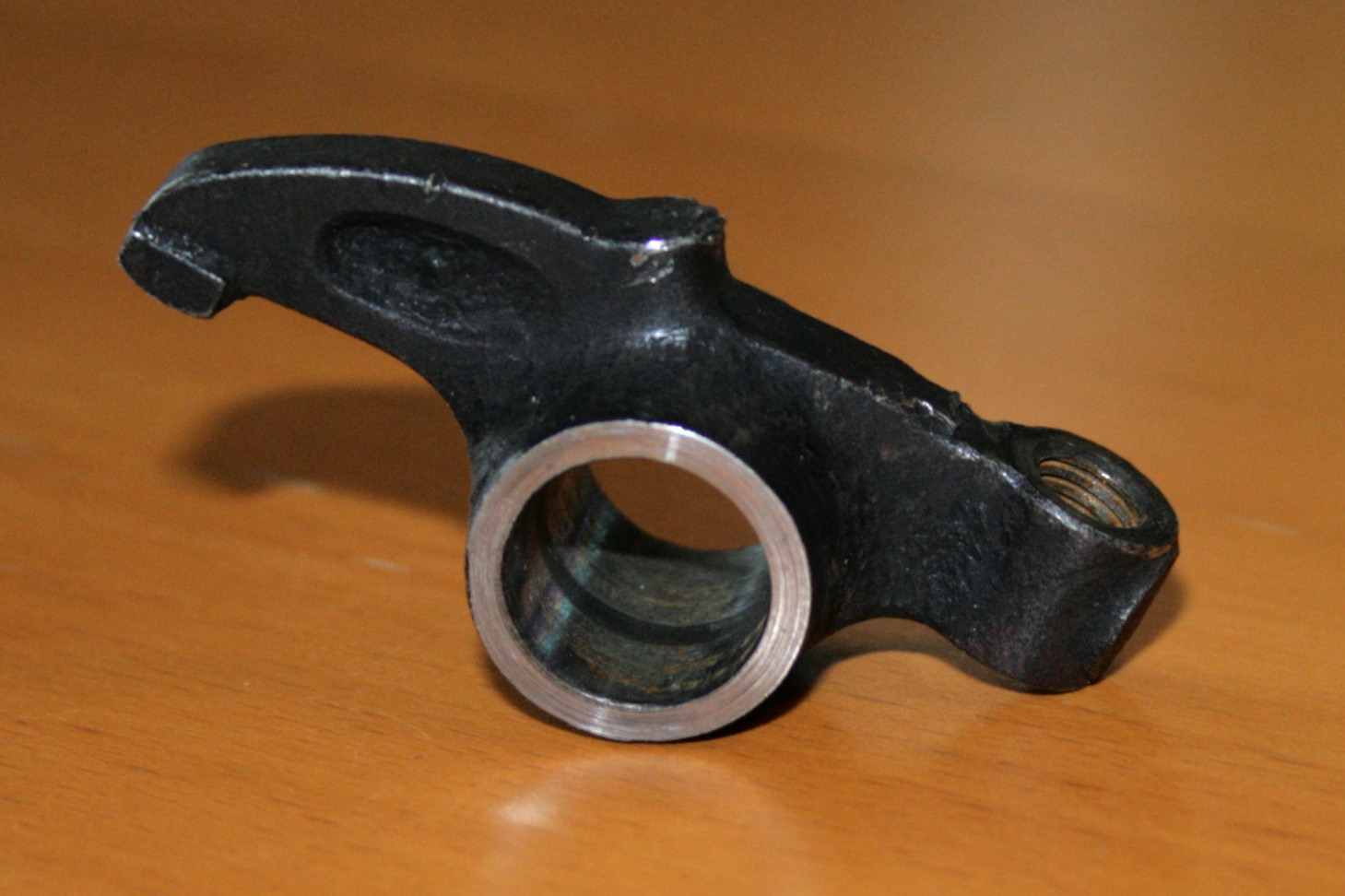
Коромысло клапана

Коромысло — звено плоского механизма, которое образует вращательную пару с неподвижной осью, но не может совершать полный оборот вокруг этой оси. Обычно имеет вид двуплечего рычага и совершает качательное движение. Одно из применений коромысло находит в двигателях внутреннего сгорания, где коромысло клапана используется для преобразования движения распределительного вала в открытие и закрытие клапанов.

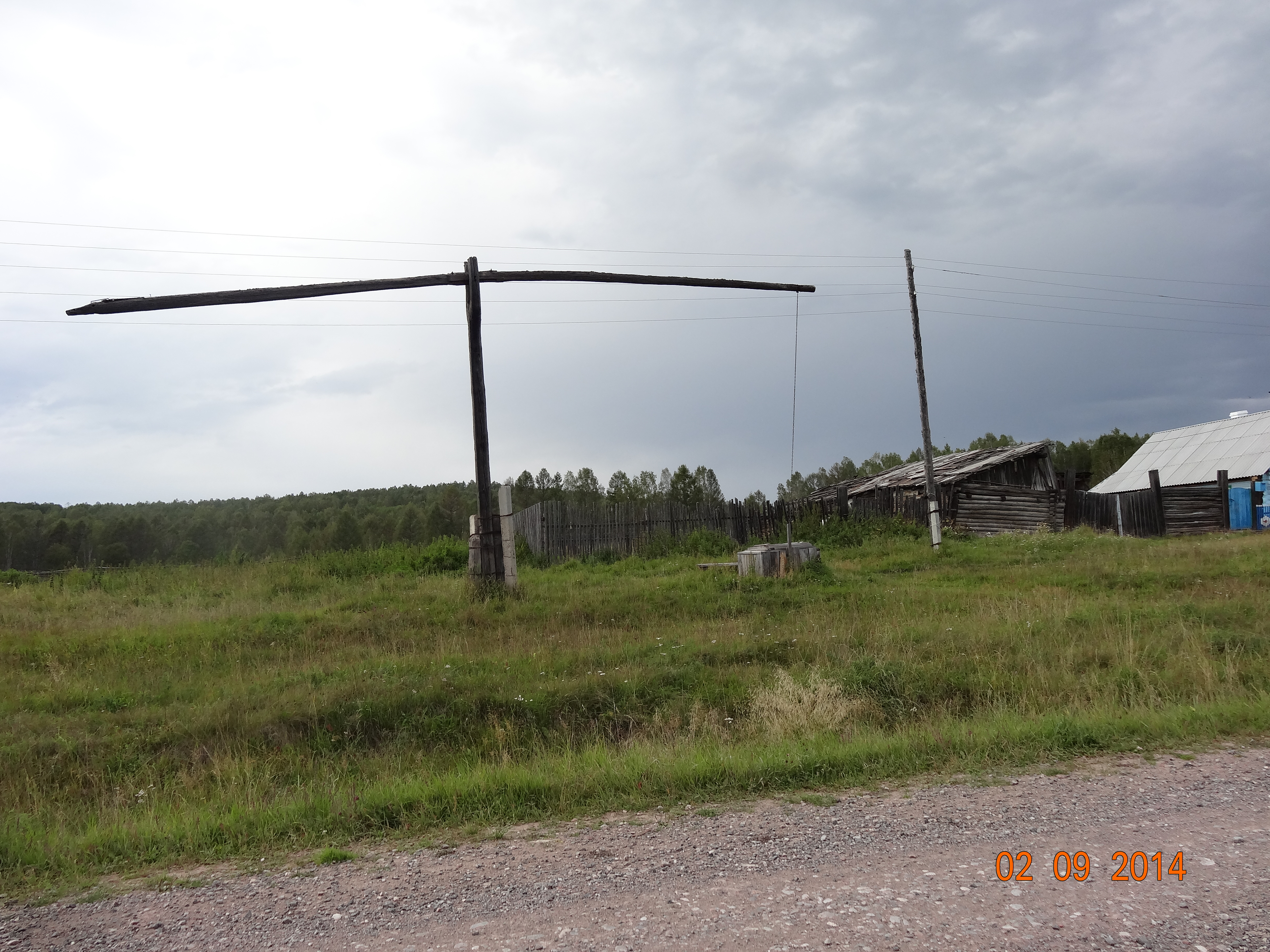
Коромысло в механизме «журавль»

## История
Двуплечий рычаг применялся со времен глубокой древности, однако прообразом коромысла может считаться только рычаг на фиксированной оси (примитивный без втулок, с подшипником скольжения, с подшипником качения). Около 1500 года до н. э. в Египте и Индии появляется шадуф (колодец с «журавлём»), прообраз современных кранов, устройство для поднятия сосудов с водой.
Эта схема применялась в подъёмных механизмах, осадных машинах и везде, где надо было поменять направление движения звена на противоположное (тогда как в чистом рычаге основной упор делался на усиление и соотношение плечей велико). В современных ДВС, например, в коромыслах соотношение плечей относительно мало и находится в диапазоне 1:1 — 1:2.

## Описание

### Конструкция

#### В различных схемах ГРМ ДВС
- Исторически коромысло присутствует в газораспределительном механизме (ГРМ) определенного типа — с верхним расположением клапанов и нижним расположением распределительного вала. Такой тип обозначается аббревиатурой OHV. Оно призвано инвертировать направление движения толкателя (вверх) на требуемое направление движения клапана (вниз)[2][3].
- В схеме с верхним расположением распределительного вала при одном вале (схема SOHC) распредвал приводит впускной клапан (слева на схеме) непосредственно, а выпускной (справа) — через коромысло[4][3].

- В схеме с верхним расположением распредвала (SOHC или DOHC) коромысло может опираться концом полусферическую опору (обычно с гидрокомпенсатором), роликом на кулачок распредвала, а вторым концом на торец клапана. Это сделано для снижения трения и износа кулачков распредвала[5][3].
- Наконец, в десмодромном газораспределительном механизме применяют два коромысла на клапан (одно отвечает за подъём клапана, второе за опускание).[6].

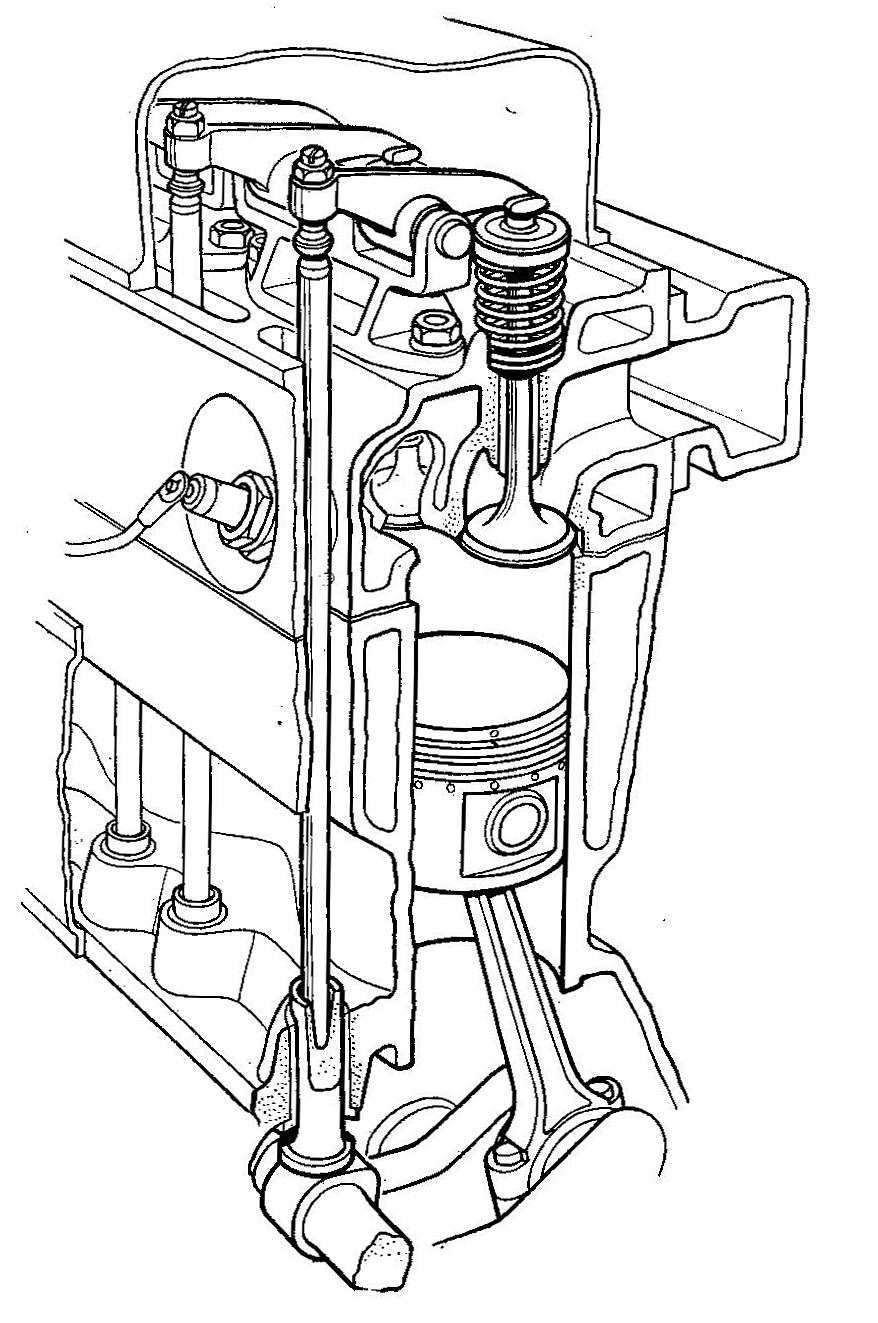
Коромысла в ГРМ типа OHV
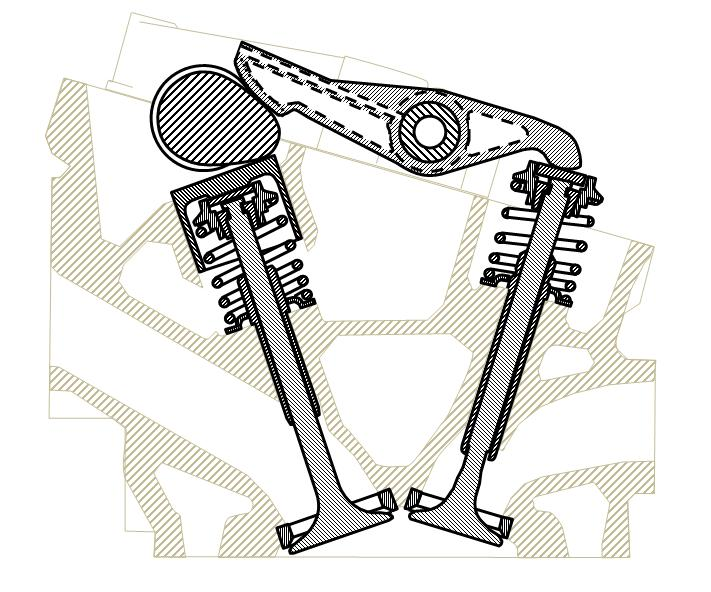
Коромысло в ГРМ типа SOHC.
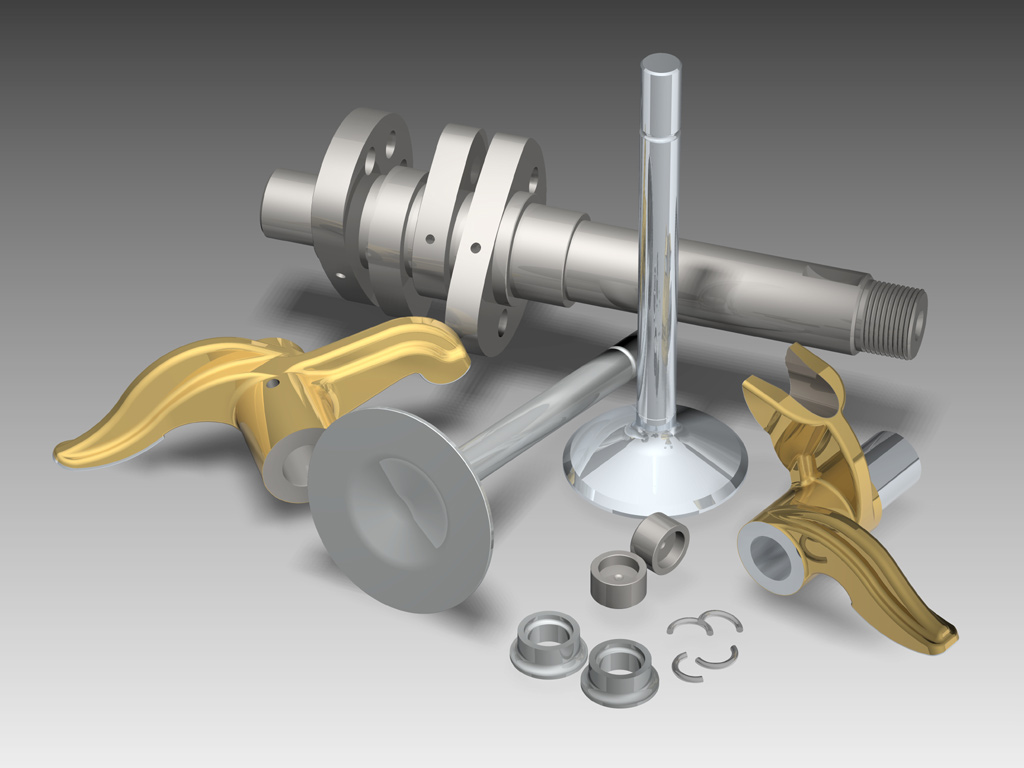
Коромысла десмодромного ГРМ Дукати

#### По управлению тепловым зазором
- В архаичных ГРМ с открытым расположением вала коромысел и низкой теплонагруженностью такие узлы отсутствовали.
- В классических ГРМ середины XX века устанавливался винтовой механизм, позволяющий регулировать начальный тепловой зазор[7].
- В современных ГРМ в коромысле может быть установлен гидрокомпенсатор теплового зазора[8].

#### По узлу контакта с клапаном
- Узел скольжения, шлифованный полуцилиндрический боёк коромысла и плоский торец клапана.
- Узел скольжения, шлифованный полусферический боёк коромысла и полусферический торец клапана.
- Узел качения, ролик на шариковом или игольчатом подшипнике. За ним закрепилось название рокер — калька с английского[5].

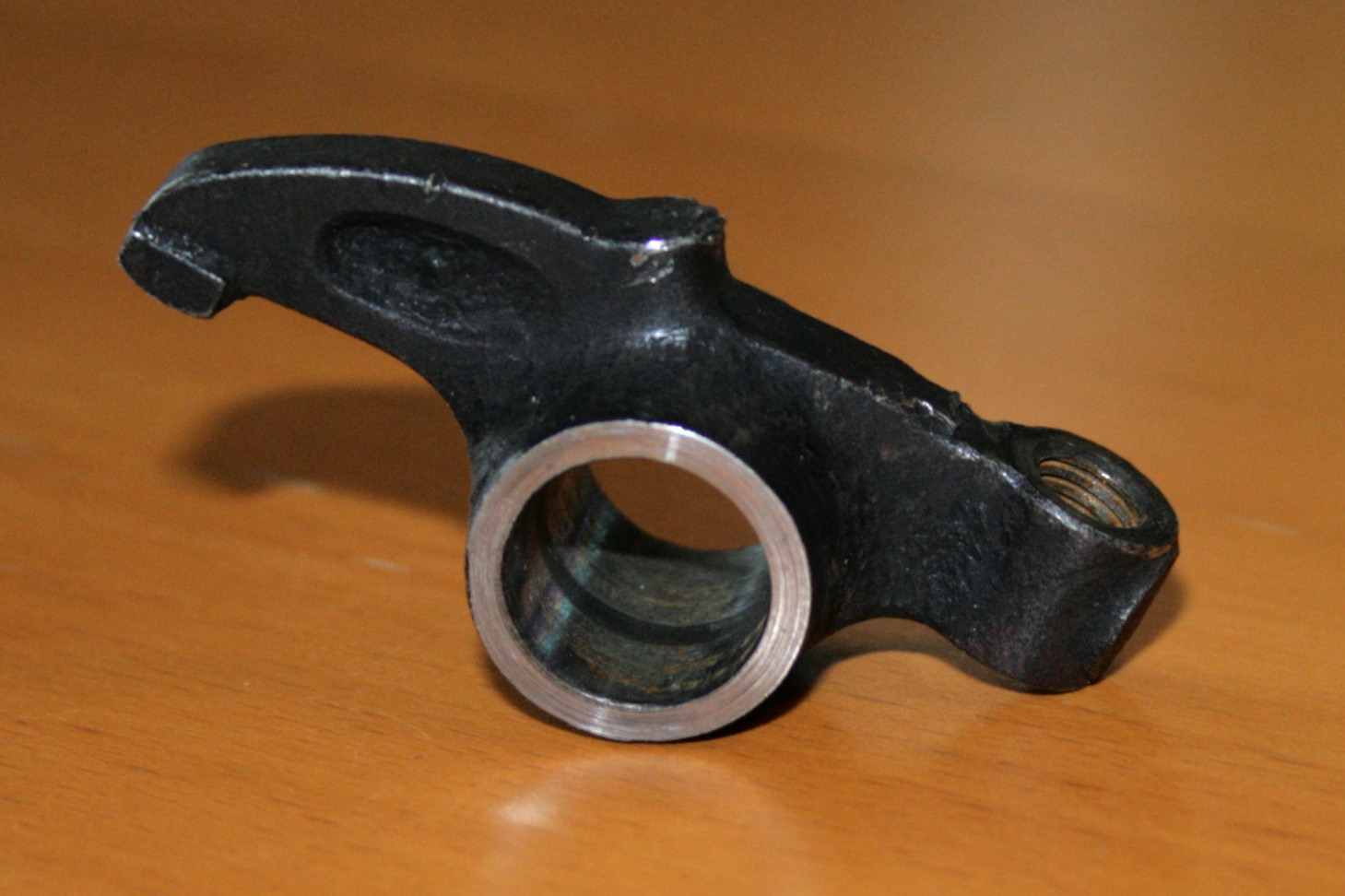
Коромысло с осью в центре и бойком (пара скольжения)
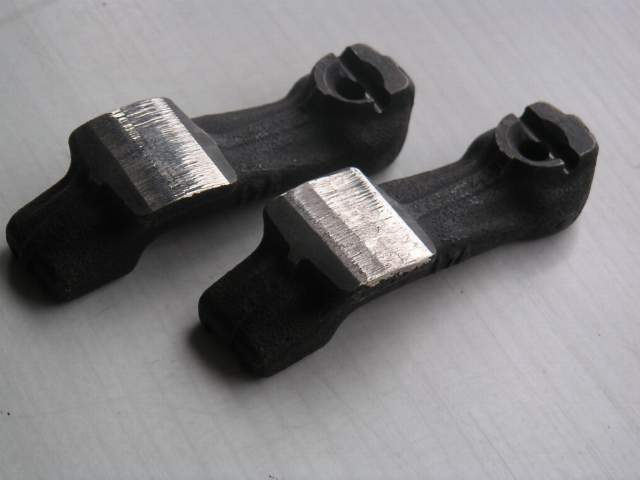
Коромысло с осью вращения на конце (пара скольжения)
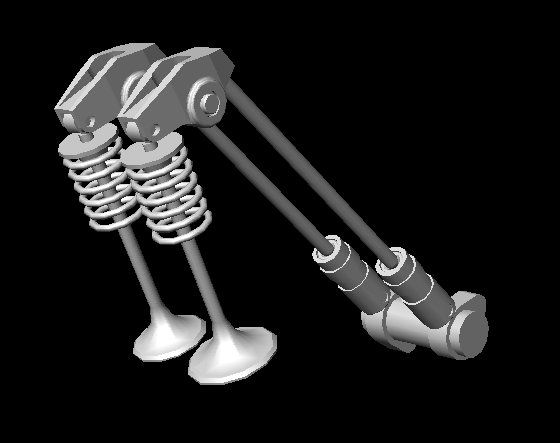
Коромысло с осью в центре роликом на конце (пара качения)

### Система смазки
В ранних тихоходных ДВС смазка ГРМ, и в частности коромысел, осуществлялась мотористом периодически вручную из маслёнки.
С появлением систем смазки под давлением, смазка коромысла осуществляется через каналы оси коромысел, далее через радиальное сверление оси ко втулке коромысла и далее по круговой проточке втулки.
Если в коромысле установлен гидрокомпенсатор теплового зазора к нему идет ещё один канал подачи масла.

### Материалы, технологии изготовления и термообработки
В коромыслах используются среднеуглеродистые, легированные стали, ранее использовались чугуны. Получение заготовок осуществляется штамповкой с последующей механической обработкой. Далее проводится поверхностная цементация бойка и закалка, например токами высокой частоты (ТВЧ). После этого поверхность бойка подвергается шлифовке.
Показатели качества изготовления в Российский Федерации регламентируются ГОСТ Р 53812-2010. Двигатели автомобильные. Толкатели клапанов. Технические требования и методы испытаний.

## Использование в измерительных приборах
В лабораторных аналитических весах применяются равноплечие коромысла (соотношение плечей 1:1).
В промышленных механических весах применяются неравноплечие коромысла (соотношение плечей 1:10 — 1:100). Однако термин неравноплечее коромысло чаше заменяют термином неравноплечий рычаг.
В первых механических часах XII—XVI веков роль осцилятора выполнял особый вид коромысла — билянец, позднее он уступил место маятниковому осцилятору Гюйгенса.

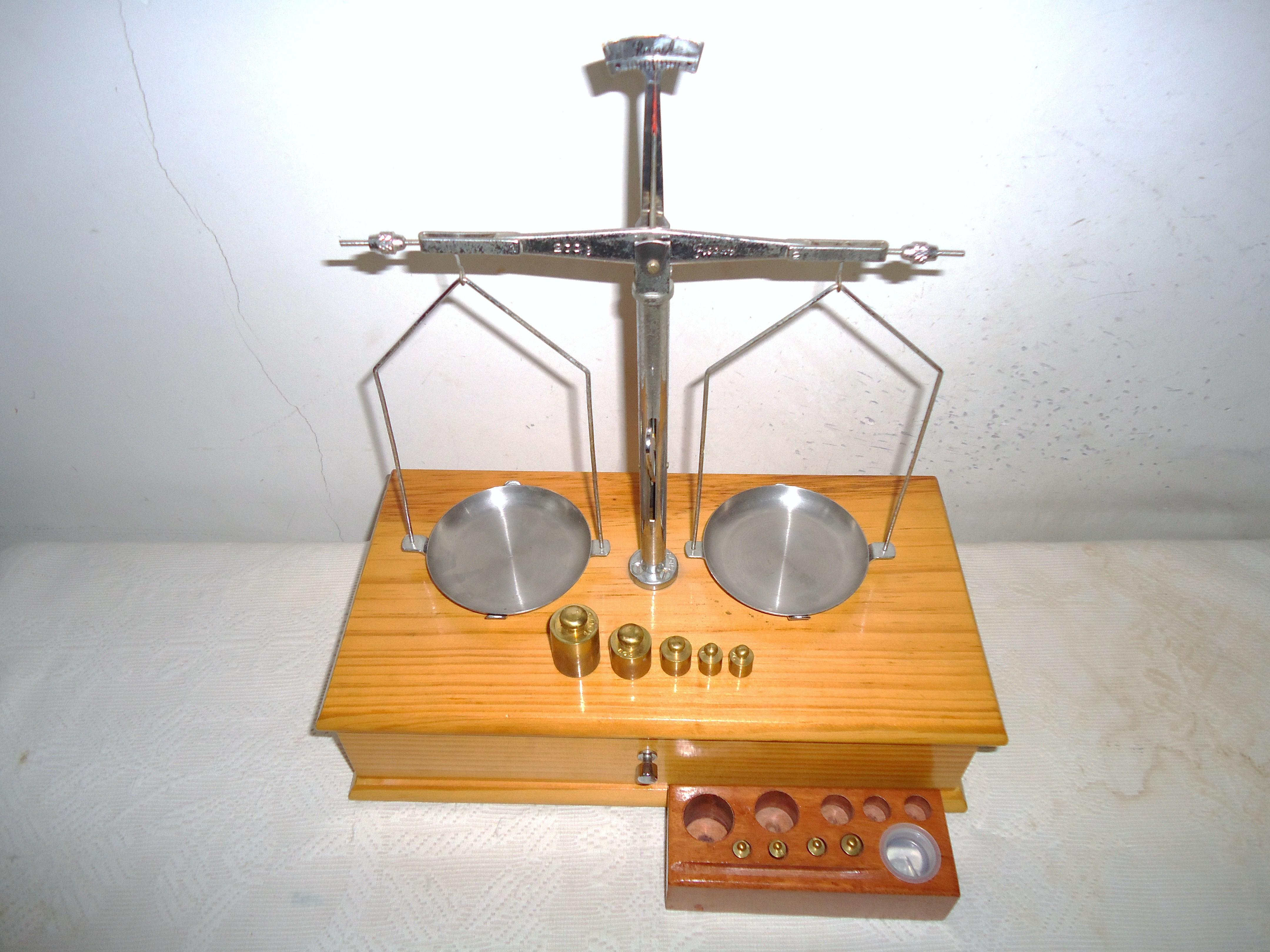
Аналитические весы с равноплечим коромыслом.
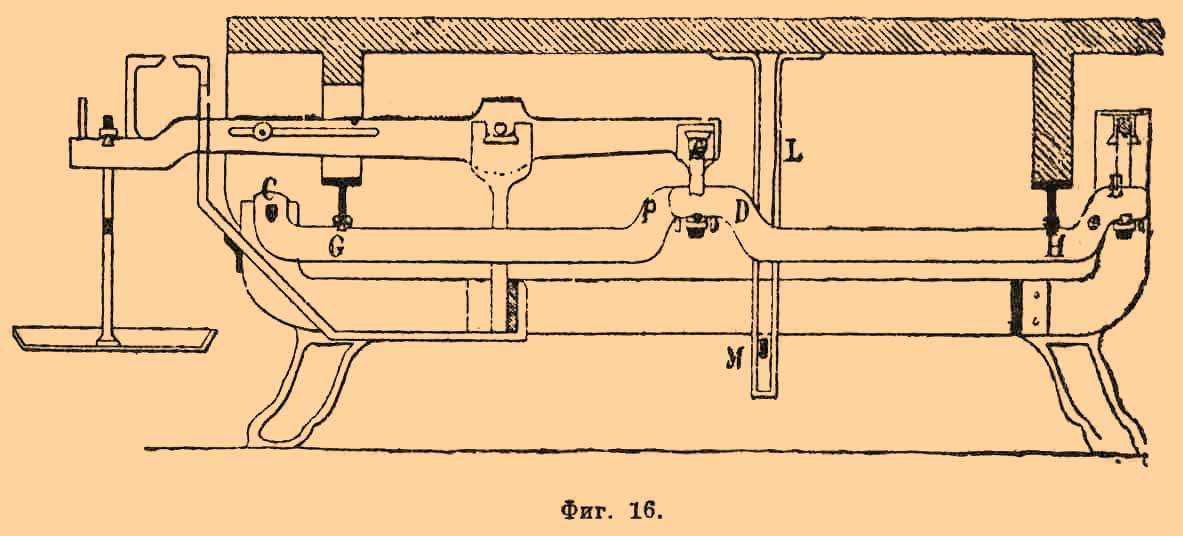
Рычажные весы с неравноплечим коромыслом (ил. из словаря Брокгауза и Ефрона).
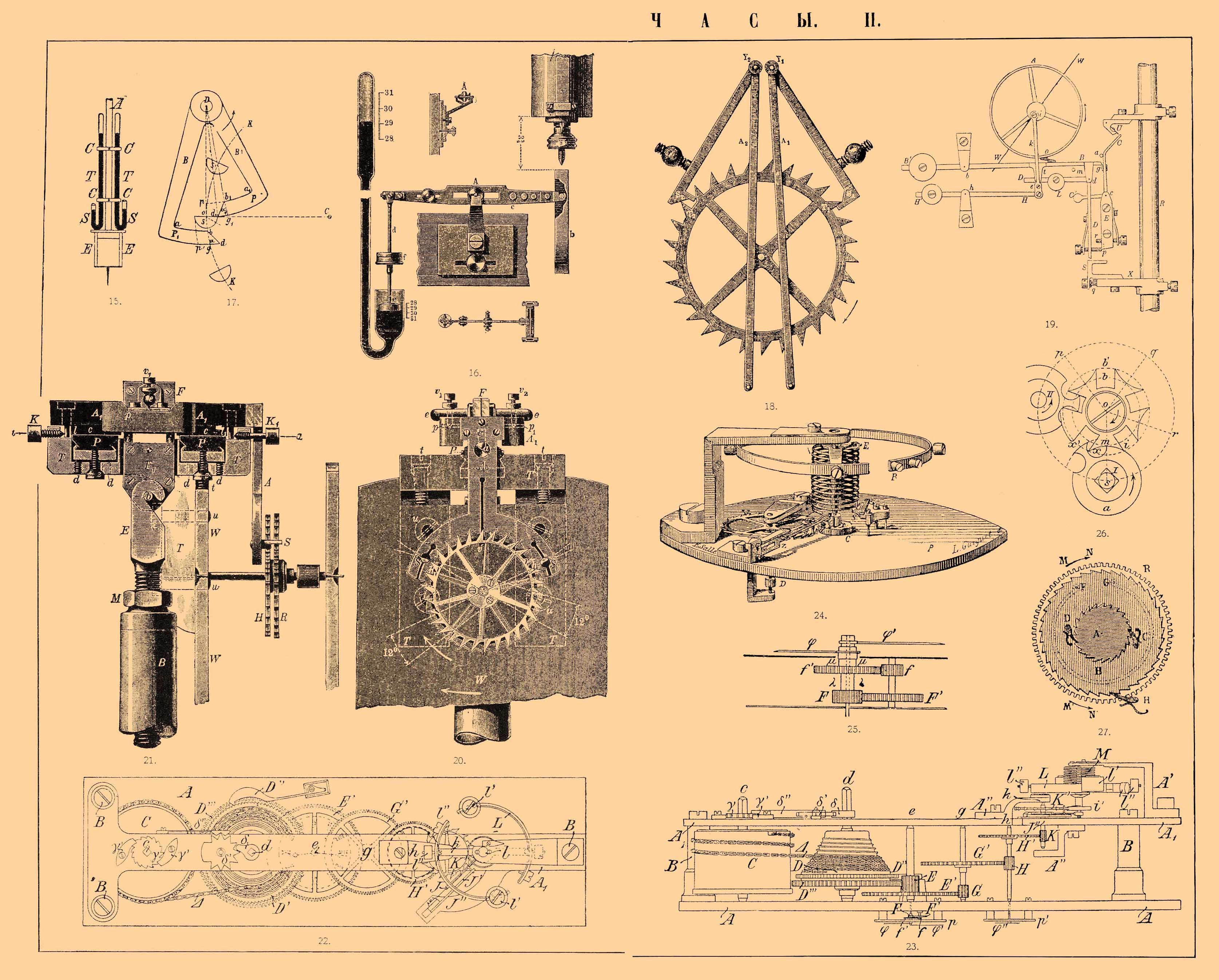
Коромысло (билянец) в роли осцилятора (первый ряд, третий слева)

## Кинематика соединений с другими деталями
Исходя из классификации И. И. Артоболевского в соединениях деталей выделяют кинематические пары двух типов:
- высшие, (контакт в точке или по линии);
- низшие, (контант по поверхности)[14].

Коромысло имеет, в зависимости от конструктивного исполнения, оба вида кинематических пар:
- низшие: ось коромысла — втулка, полусферическая опора — полусферическое отверстие коромысла.
- высшие: боек коромысла — торец клапана или кулачок распределительного вала — боёк коромысла (в зависимости от схемы).

В высших парах высокие удельные нагрузки, что вызывает увеличенный износ (характерный наклеп бойка коромысла), низшие сложнее в изготовлении. В малонагруженных соединениях разница в износе несущественна.

## Перспективы применения в ГРМ
В современных двигателях наблюдается устойчивая тенденция к постепенному повышению частоты вращения. Применение схемы ГРМ OHV сейчас ограничено относительно тихоходными ДВС с большими рабочими объёмами. Схема SOHC уступает место DOHC. Применимость коромысел в быстроходных ДВС поэтому уменьшается, что обусловлено такими причинами:
- чем больше деталей между кулачком и клапаном, тем выше инерция привода;
- чем больше деталей между кулачком и клапаном, тем меньше жёсткость.

В тихоходных, например судовых, ДВС применение схемы OHV является основным поэтому коромысла сейчас используют все основные производители.